# Arctosa fulvolineata
Arctosa fulvolineata là một loài nhện trong họ Lycosidae.
Loài này thuộc chi Arctosa. Arctosa fulvolineata được Hippolyte Lucas miêu tả năm 1846.